# Heinz Müller (Bildhauer)
Heinz Müller, auch Carl Heinz Müller (* 20. Juli 1872 in Münster/Westfalen; † 22. November 1941 in Düsseldorf), war ein deutscher Bildhauer und Medailleur.

## Leben

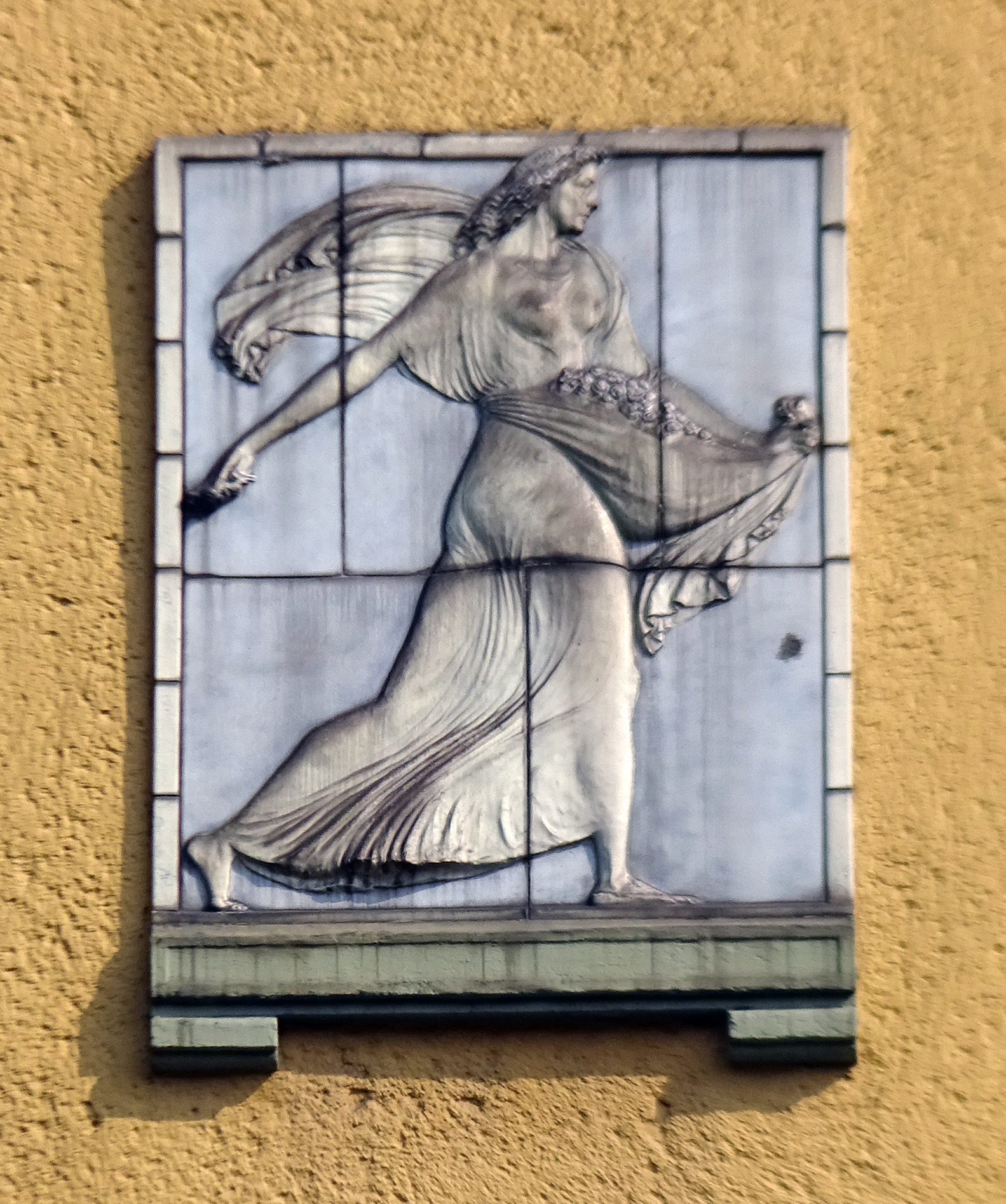
Die Säende, Relief an Fassade des Hauses in Düsseldorf-Oberkassel (2019)

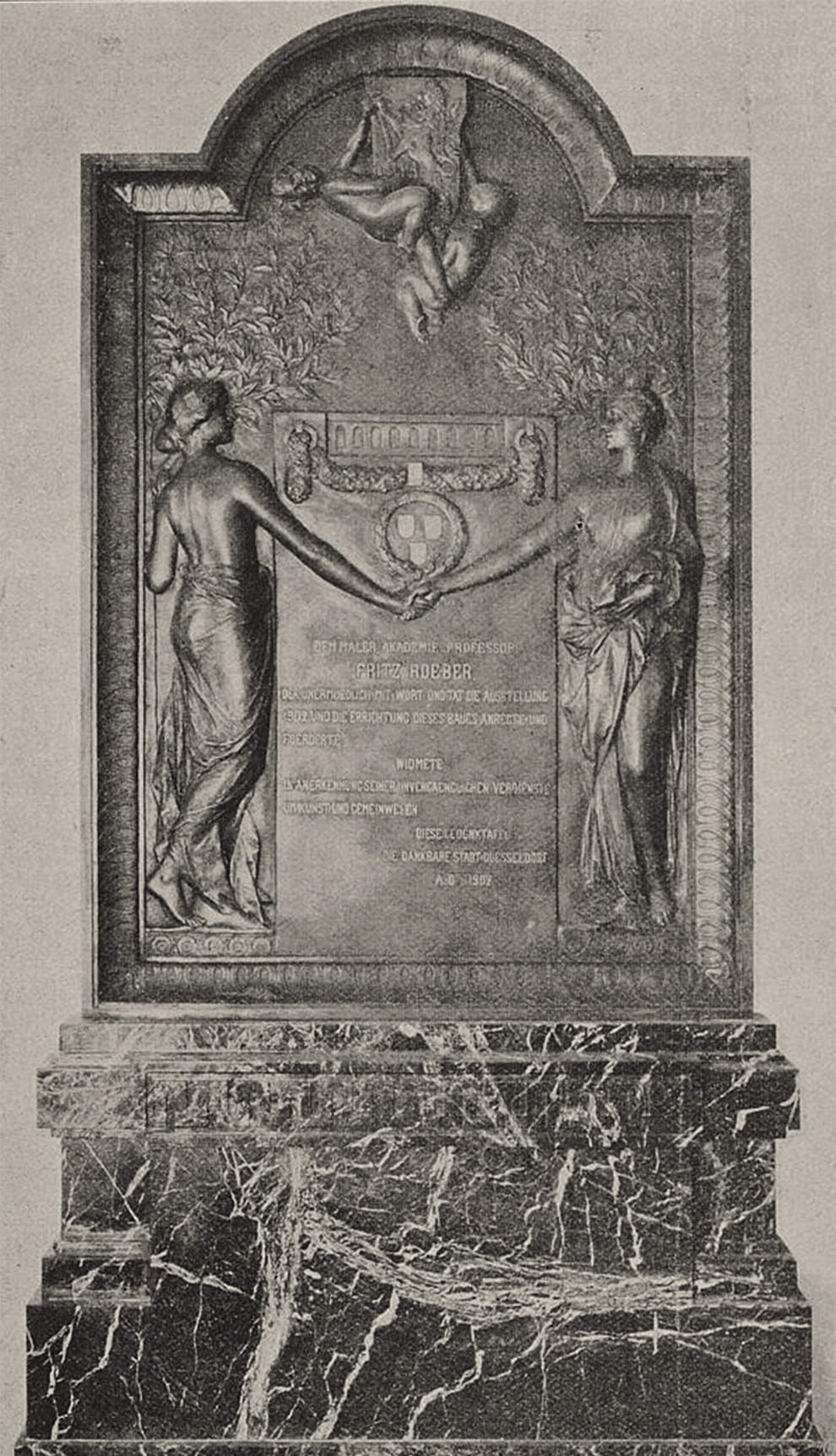
Erinnerungszeichen an die Verdienste des Professors Fritz Roeber um die Kunstausstellung 1902 im Kunstpalast (1904)

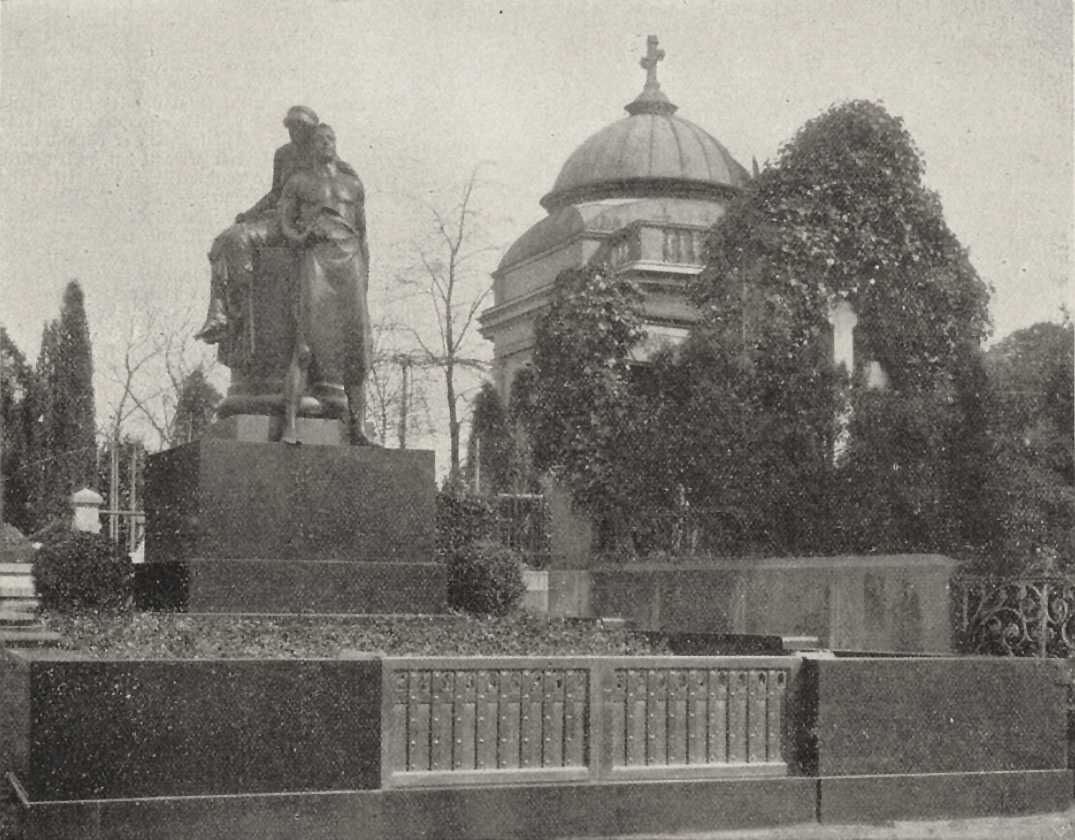
Monumentales Grabmal in Nachbarschaft zum ältesten Mausoleum auf dem Nordfriedhof (1908)

Mit einer Vorausbildung zum Bildhauer ging Carl Heinz Müller im April 1895 an die Düsseldorfer Kunstakademie in die Bildhauerklasse von Karl Janssen, dessen Meisterschüler er wurde, Mitschüler waren unter anderen der Münsteraner Joseph Hammerschmidt, Fritz Coubillier aus Trier, Albert Pehle aus Lippstadt und der Düsseldorfer Heinrich Baucke. Im Jahre 1899 war Müller am Wettbewerb der Gestaltung für den Düsseldorfer Ausstellungspalast, später „Kunstpalast“ genannt, beteiligt, bei dem das Relief des Giebelfelds über dem Hauptportal nach seinem Entwurf „Prometheus bringt den Menschen das Feuer“ ausgeführt wurde.
Heinz Müller, auch Heinz Müller-Düsseldorf genannt, war Vorstandsmitglied im Verein Düsseldorfer Künstler zur gegenseitigen Hilfe und Unterstützung und Mitglied im Künstlerverein Malkasten. 1904 war Müller im Kunstausschuss für die Internationale Kunstausstellung, Kunsthistorische Ausstellung, Grosse Gartenbau-Ausstellung auf welcher er selbst die Gruppe „Werden und Vergehen“ ausstellte. In den 1920er Jahren wurde Heinz Müller wiederholt in den Verwaltungsrat, als Vertreter des Vereins der Düsseldorfer Künstler, der Kunsthalle gewählt und in den 1930er Jahren in die Vertretung des Kunsthallenvorstands.
1910 wohnte Müller in Düsseldorf-Oberkassel in der Wildenbruchstraße 82 zur Miete. Zu dieser Zeit befand sich sein Haus in der Düsseldorfer Straße 30 im Neubau, welchen er ab 1912 bewohnte und dort auch arbeitete; ab 1920 mit Frau Erna Müller. An der Fassade des Hauses befindet sich ein Relief Die Säende vermutlich aus seiner Hand.
Laut Aussagen der „Deutsche Gesellschaft für Medaillenkunst“, einiger Auktionshäuser etc. war Müller bis 1937 in Düsseldorf tätig und verstarb im selben Jahr. Jedoch laut Bestandsliste des Malkasten verstarb Heinz Müller in 1941 und wurde in 1939, so wie 1940 noch im Düsseldorfer Adressbuch aufgeführt.
Für sein künstlerisches Schaffen bevorzugte Heinz Müller vielfach Motive aus der Arbeitswelt, Schmied, Fischer, Jäger, Bauer, Seemänner, Athleten, Reiterstatuen sind von ihm bekannt. Er schuf auch Skulpturen von Kindern, Mädchen, Akte, allegorische Darstellungen und Porträt Büsten. Seine Kleinplastiken ließ Müller bei „Bronceguss von B. Förster“ fertigen und signierte diese zumeist H. Müller. Werke des Künstlers befinden sich in der Städtischen Galerie in Düsseldorf, in den Landesmuseen Stuttgart und Münster und in Privatbesitz.

## Werke (Auswahl)
- 1899: Kruzifix, 5 Meter hoch, Friedenskirche, Düsseldorf (zerstört)
- 1902: Prometheus bringt den Menschen das Feuer, Giebelgruppe über dem Hauptportal des Kunstpalastes Düsseldorf[15]
- 1904: Ehrentafel für Fritz Roeber aus Bronze, als Erinnerungszeichen für seine Verdienste um die Kunstausstellung 1902. Wurde Anfang 1904 im Kunstpalast angebracht. Als Wilhelm Kreis den alten Palast 1925 zum Ehrenhof umbaute, ließ man die Tafel hinter einer Mauer verschwinden. Erst 1936 wurde sie bei Bauarbeiten wiederentdeckt und versetzt. 1940 fiel sie der Metallspende zum Opfer.
- 1904: Werden und Vergehen, auf der Internationale Kunstausstellung im Kunstpalast
- 1907: Kinderrelief, auf der Deutsch-Nationalen Kunstausstellung Düsseldorf 1907
- 1908: Monumentales Grabmal, Figuren in Bronze, Nordfriedhof Düsseldorf (abgegangen)[16]
- 1913 und 1928: Stehende Frauenfigur Bronze, Grabstätte von Bary-Jordans des Architekten Hugo Böckler, Feld 5/3, Unterbarmer Friedhof
- 1914: Die Gänsemagd, Skulptur, Bauschmuck an einem Haus der städtischen Kleinwohnungsanlage, Essener Straße, Düsseldorf
- um 1915: Stehende weibliche Figur, Bronze 1,90 Meter hoch, an der Grabwand der Familie Blennemann, Feld VII, Unterbarmer Friedhof
- 1926: Neandertaler, Skulptur, auf der GeSoLei
- Heiliger Antonius, am Cansiushaus Haus, Friesenstraße 77, Düsseldorf-Oberkassel
- Bronzebüste des Architekten Theodor Balzer (in Privatbesitz)
- Die Wanderin, Westfälisches Landesmuseum, Münster